# Білинець
Білинець (пол. Bieliniec) — село на Закерзонні в Польщі, у гміні Улянув Ніжанського повіту Підкарпатського воєводства.
Населення — 476 осіб (2011).

## Розташування
Село лежить на правому березі річки Сяну. Білинець знаходиться за 1 км на південь від гмінного центру Улянова, за 12 км на південний схід від повітового центру Нисько і за 52 км на північ від воєводського центру Ряшева.

## Історія
Після анексії поляками Галичини західне Надсяння півтисячоліття піддавалось інтенсивній латинізації та полонізації.
У 1895 р. Білинець зазначається в переліку сіл, які належали до греко-католицької парафії Дубрівка Каньчузького деканату Перемишльської єпархії На той час унаслідок насильної асиміляції українці західного Надсяння опинилися в меншості.
Відповідно до «Географічного словника Королівства Польського» в 1880 р. Білинець знаходився у Нисківському повіті Королівства Галичини та Володимирії Австро-Угорщини.
У 1939 р. в селі нараховувалось 19 греко-католиків — належали до греко-католицької парафії Дубрівка Лежайського деканату Перемишльської єпархії. Село входило до ґміни Улянув II Нисківського повіту Львівського воєводства Польщі.
У 1975—1998 роках село належало до Тарнобжезького воєводства.

## Демографія
Демографічна структура станом на 31 березня 2011 року:
|          | Загалом | Допрацездатний вік | Працездатний вік | Постпрацездатний вік |
| -------- | ------- | ------------------ | ---------------- | -------------------- |
| Чоловіки | 259     | 49                 | 187              | 23                   |
| Жінки    | 217     | 38                 | 124              | 55                   |
| Разом    | 476     | 87                 | 311              | 78                   |